# Grøna Mågøyna
Grøna Mågøyna, est une île norvégienne du comté de Vestland appartenant administrativement à Fedje.

## Description
Rocheuse et couverte d'une légère végétation, à fleur d'eau, elle s'étend sur environ 598 m de longueur pour une largeur approximative de 346 m.
Elle compte une dizaine de maisons et la route Fv423 la parcourt au sud.